# Lucius Manlius Torquatus

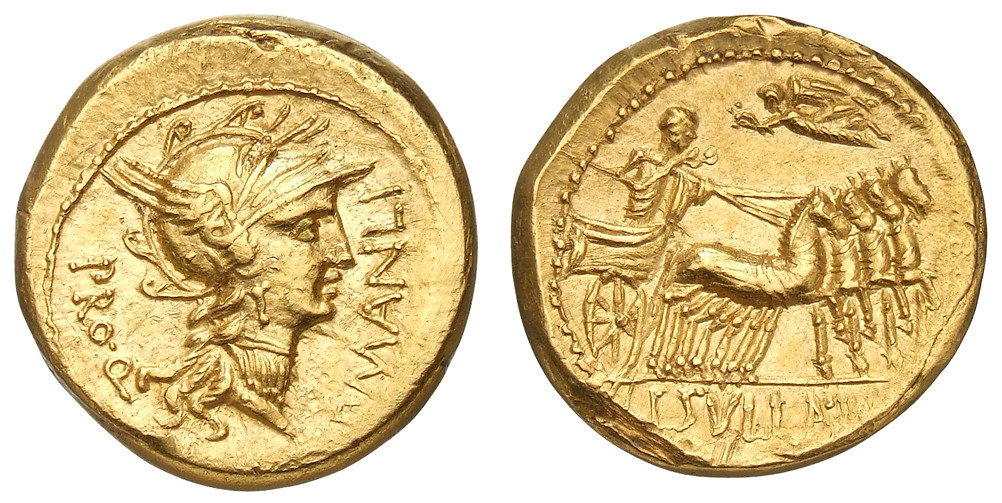
Goldmünze (Aureus), die Lucius Manlius Torquatus 82 v. Chr. für Sulla auf dessen Feldzug prägen ließ und die auf der Vorderseite die Umschrift „L MANLI PROQ“ („[Münze] des Proquaestors L. Manlius“) trägt

Lucius Manlius Torquatus (* um 108 v. Chr.; † vor 50 v. Chr.) war ein römischer Politiker.
Er dürfte identisch sein mit dem Proquästor Lucius Manlius, der von 84 bis 81 v. Chr. unter Sulla diente, zuerst im Osten, dann im Bürgerkrieg in Italien. Nach der Prätur (vermutlich 68 v. Chr.) war er wohl Prokonsul der Provinz Asia.
Bei der Konsulatswahl für folgende Jahr unterlagen Manlius und Lucius Aurelius Cotta zunächst Publius Cornelius Sulla und Publius Autronius Paetus. Manlius klagte jedoch mit seinem Sohn die Wahlsieger der Bestechung an und gewann diesen Prozess. Sulla und Autronius wurden daher ihrer Ämter enthoben und Manlius und Cotta siegten in einer Nachwahl. Die Verlierer sollen daraufhin angeblich einen Anschlag auf die nachgewählten Konsuln geplant haben, die sogenannte erste catilinarische Verschwörung, deren Existenz jedoch von der Forschung überwiegend abgelehnt wird. Im Jahr 65 v. Chr. bekleidete Manlius somit das Konsulat. Als Konsul sprach er vor Gericht für Lucius Sergius Catilina, als dieser nach seiner Statthalterschaft wegen Ausbeutung seiner Provinz angeklagt wurde. Catilina wurde freigesprochen. Anschließend war Manlius bis Herbst 63 v. Chr. Prokonsul von Makedonien. Vom Senat erhielt er den Titel imperator. Er unterstützte nach seiner Rückkehr den Konsul Marcus Tullius Cicero bei der Niederschlagung der Catilinarischen Verschwörung. Als Schulfreund Ciceros setzte er sich 57 v. Chr. für dessen Rückberufung aus der Verbannung ein.
Aus Ciceros Dialog De finibus bonorum et malorum geht hervor, dass Manlius im Jahr 50, in dem der Dialog spielt, bereits tot war.